# Çağlar Yüksel

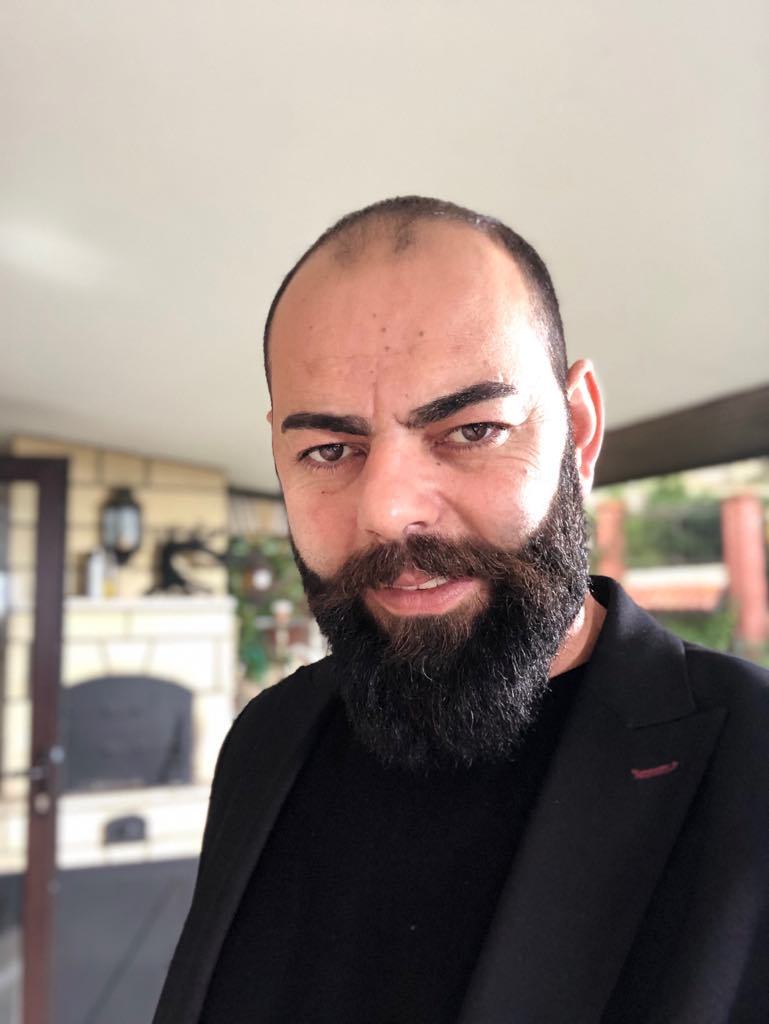
Çağlar Yüksel

Çağlar Yüksel (* 28. April 1985 in Nikosia) ist ein türkisch-zypriotischer Schauspieler.

## Leben
Nach dem Abschluss von Grund-, Mittel- und Hochschule in Nikosia studierte er Tourismus und Hotelmanagement in Girne. 2007 begann er bei Mizansen Film and Arts Association zu arbeiten. 2012 spielte er im Film Codename Venus. 2013 organisierte er die Veranstaltung Hadi Go To Holiday. Er drehte mehrere Werbespots.
Caglar Yuksel ist verheiratet und hat eine Tochter.

## Filmografie
- 2012: Codename Venus
- 2013–2015: Tal der Wölfe Hinterhalt
- 2019: Hep Yek 3